# Nicolas Dumayet
 (mai 2011).
Si vous disposez d'ouvrages ou d'articles de référence ou si vous connaissez des sites web de qualité traitant du thème abordé ici, merci de compléter l'article en donnant les références utiles à sa vérifiabilité et en les liant à la section « Notes et références ».
Pour les articles homonymes, voir Dumayet.
Nicolas Dumayet est un acteur de cinéma, de théâtre et un metteur en scène né le 24 juillet 1950 à Boulogne-Billancourt et mort le 12 janvier 2011 à Béziers,. Il est inhumé au cimetière de Bages (Aude).

## Biographie
Fils de l'écrivain Pierre Dumayet et de l'artiste peintre Françoise Dumayet, passionné de théâtre.

## Filmographie
- 1971 : Mourir d'aimer d'André Cayatte : acteur
- 1978 : Claudine à Paris d'Édouard Molinaro : acteur
- 1978 : Médecins de nuit de Nicolas Ribowski, épisode : Alpha (série)
- 1979 : Les Amours de la Belle Époque (série TV) de Bernard Roland : acteur
- 1980 : Les Amours des années folles (série TV) de Stéphane Bertin : acteur
- 1980 : La Faute d'André Cayatte (téléfilm) : acteur
- 1981 : Family Rock de José Pinheiro : acteur
- 1982 : Les Cinq Dernières Minutes de Claude Loursais, épisode : Les pièges
- 1983 : La vie est un roman d'Alain Resnais : acteur
- 1984 : Train d'enfer de Roger Hanin : acteur

## Théâtre

### Mise en scène
- 1981 : Les Diablogues de Roland Dubillard : metteur en scène